# British Home Championship 1908/09
Die British Home Championship 1908/09 war die 26. Auflage des im Round-Robin-System ausgetragenen Fußballwettbewerbs zwischen den vier britischen Nationalmannschaften von England, Irland (ab 1950/51 Nordirland), Schottland und Wales.
| Pl. | Nationalmannschaft | Sp. | S | U | N | Tore    | Punkte |
| --- | ------------------ | --- | - | - | - | ------- | ------ |
| 1.  | England            | 3   | 3 | 0 | 0 | 008:000 | 06:0   |
| 2.  | Wales              | 3   | 2 | 0 | 1 | 006:600 | 04:20  |
| 3.  | Schottland         | 3   | 1 | 0 | 2 | 007:500 | 02:40  |
| 4.  | Irland             | 3   | 0 | 0 | 3 | 002:120 | 0:60   |

|                                             |   |            |           |
| 13. Februar 1909 in Bradford (Park Avenue)  |   |            |           |
| England                                     | – | Irland     | 4:0 (0:0) |
| 1. März 1909 in Wrexham (Racecourse Ground) |   |            |           |
| Wales                                       | – | Schottland | 3:2 (3:0) |
| 15. März 1909 in Nottingham (City Ground)   |   |            |           |
| England                                     | – | Wales      | 2:0 (2:0) |
| 15. März 1909 in Glasgow (Ibrox Park)       |   |            |           |
| Schottland                                  | – | Irland     | 5:0 (2:0) |
| 20. März 1909 in Belfast (Grosvenor Park)   |   |            |           |
| Irland                                      | – | Wales      | 2:3 (1:1) |
| 3. April 1909 in London (Crystal Palace)    |   |            |           |
| England                                     | – | Schottland | 2:0 (2:0) |